# Pere Sacoma
Pere Sacoma (s. XIV?-1393). Mestre d'obres i escultor actiu a Girona durant el segle xiv que participà en la construcció de la Catedral de Girona i en la de l'església de Sant Feliu.
És documentat des del 1368, any en què acabà la construcció del pont Nou sobre el Ter per substituir la barca que el travessava en aquell punt. En aquest any també contractà l'edificació de la torre de l'església de Sant Feliu. Es conserva l'esbós que Sacoma va dibuixar de la planta de forma vuitavada d'aquesta torre, un valuós document de 16 x 16 cm del mateix any 1368, el més vell conservat a Catalunya. Per encàrrec del rei, també dirigí la construcció de la muralla Est (muralles de Sant Domènec i del Mercadal), on l'element més destacable és la Torre de Sant Domènec, de planta circular projectada l'any 1376 i acabada a l'entorn del 1380. Probablement dirigí també les obres de Sant Feliu fins a l'any 1379.
Des del 1369 al 1394, ocupà el càrrec de mestre major de la catedral de Girona. Sota la seva direcció les obres experimentaren un avenç considerable. Així, cap a l'any 1380, les capelles dels dos primers trams estaven acabades. També va plantejar continuà la construcció de la catedral amb una sola volta i convocà una reunió d'arquitectes que va decidir continuar la construcció de les tres voltes. No fou fins molt de temps després, sota la direcció de Guillem Bofill que després d'una nova reunió d'arquitectes els canonges de la catedral decidiren canviar a la construcció d'una sola volta. Morí l'any 1379.